# Makau na Mistrzostwach Świata w Lekkoatletyce 2013
Makau na Mistrzostwach Świata w Lekkoatletyce 2013 – reprezentacja Makau podczas czempionatu w Moskwie liczyła 1 zawodnika.

## Występy reprezentantów Makau
| Konkurencja                         | Zawodnik     | Runda 1  | Runda 1 | Półfinał | Półfinał | Finał    | Finał   |
| Konkurencja                         | Zawodnik     | Rezultat | Pozycja | Rezultat | Pozycja  | Rezultat | Pozycja |
| ----------------------------------- | ------------ | -------- | ------- | -------- | -------- | -------- | ------- |
| Bieg na 110 m przez płotki mężczyzn | Kim Fai Iong | 15,10    | 32.     | NQ       | NQ       | NQ       | NQ      |